# Capri Records (jazz)
Capri Records is een Amerikaans platenlabel voor jazzmuziek.
Capri Records werd opgericht in 1983 en is gevestigd in Bailey, Colorado. Artiesten die op het label uitkwamen, zijn onder meer Ray Brown, Bud Shank, Jiggs Whigham, Spike Robinson, Red Mitchell, Al Grey, Phil Wilson, Joshua Breakstone, Keith Oxman, Mark Masters, Ken Peplowski en Michael Pagan. Op het sublabel Tapestry kwamen vooral platen van Fred Hess uit.